# Охаеризам
Охаеризам је облик управљања државом чланицом Уједињених нација (УН), супротан Повељи УН, чија суштина је у томе да се управљање државом врши од стране појединца, високог представника у Босни и Херцеговини (БиХ), који није држављанин државе којом противправно управља, чиме се држава претвара у десуверенизовани простор и територију под старатељством, а који има својства ауторитарног, тоталног и тоталитарног поретка који под својим управљањем и строгом контролом држи све најважније друштвене процесе, усљед чега су становништво државе, њене институције и остали политички субјекти лишени стварне могућности истинског и слободног политичког дјеловања, расправљања и одлучивања.

## Опште информације
Охаеризам је настао и развијен је у БиХ држави чланици УН, убрзо по потписивању Дејтонског мировног споразума 14. децембра 1995. године. Термин Охаеризам је изведен из енглеског акронима OHR (Office of the High Representative) који се користи за означавање Канцеларије високог представника у БиХ. 
За разумијевање охаеризма потребно је претходно знати да је чланом 2. став 1. тачка 1) Повеље УН снагом општег императивног правног начела међународног права прописано да ће Организација УН и све државе чланице УН дјеловати у складу са начелом суверене једнакости свих својих чланова. Суверена једнакост сваке државе чланице УН је одређена чланом 2. став 1. тачка 7) Повеље УН, тако што је прописано да ништа не овлашћује УН, а то значи и сваку од држава чланица те организације, да се мијешају у послове који по својој суштини спадају у унутрашњу надлежност државе. Тиме је Повеља УН забранила сваком од органа УН,  те свакој држави, организацији и појединцу да себе под било каквим изговором стави у положај у којем би било ко од њих у држави чланици УН наметао своју вољу као устав или закон, умјесто надлежних институција те државе. Из истих разлога Повеља УН у члану 78. забрањује да се старатељски систем (протекторат) успостави над државом која је чланица УН, јер се, како је прописано чланом 78. Повеље УН, односи међу тим државама морају темељити на поштовању начела суверене једнакости.
БиХ је као држава примљена у чланство УН у мају 1992. године. Упркос тој чињеници, као и ономе што прописује Повеља УН, неколико других држава предвођених Великом Британијом и САД, иако то није дозвољено Повељом УН нити Дејтонским мировним споразумом, створило је Савјет за примјену мира у БиХ. На засједању тог савјета у Бону, у децембру 1997. године, државе које су створиле тај Савјет одлучиле су да оне овлашћују Високог представника у БиХ да се он као појединац мијеша у послове који по својој суштини спадају у унутрашњу надлежност БиХ као државе чланице УН. У закључцима Савјета за примјену мира у БиХ из децембра 1997. године одлучено је да државе чланице тог Савјета дозвољавају Високом представнику у БиХ да он доноси обавезујуће одлуке у БиХ, како високи представник сматра да је неопходно. Ту праксу супротну Повељи УН и Дејтонском мировном споразуму прихватио је и Савјет безбједности УН, чиме се на досад незабиљежен начин крши суверенитет БиХ као државе чланице УН. 
Позивањем на такву праксу бројни високи представници су од 1997. године до данас наметнули у БиХ на стотине својих аката уставног и законског карактера, те смјењивали на десетине појединаца са њихових функција у институцијама БиХ и забрањивали им обављање сваког посла у тим институцијама, без права да се жале на такве одлуке било којем суду у земљи или иностранству. На тај начин створен је и функционише политички режим охаеризма у БиХ, који је ауторитаран, тоталан и тоталитаран.
Његова ауторитарност је у томе што ствара привид демократије у БиХ, кроз формално постојање домаћих институција парламента, владе, судова и повремених избора на којима се појављују бројне политичке странке, али су државне институције, становништво и остали политички субјекти лишени стварне могућности истинског и слободног политичког расправљања и одлучивања, јер их у томе онемогућава ауторитарни охаеризам.
Охаеризам је тоталан и тоталитаран систем. Тоталност охаеризма је моћ те ауторитарне власти да буде свеобухватна, да својом моћи обухвати све најважније аспекте друштвеног живота у БиХ, док се тоталитарност охаеризма огледа у томе што све те односе држи под својом строгом контролом и санкцијама те их на такав начин усмјерава у правцу који је за ту власт пожељан.
Своју тоталност охаеризам је остварио бројним својим уставним амандманима, законима, одлукама и налозима, којима је на противправан начин (наметањем воље Високог представника) не само стварао институције на нивоу БиХ (Тужилаштво БиХ, Суд БиХ, Државну граничну службу БиХ, Регулаторну агенцију за комуникације БиХ и друге институције), већ је охаеризам својим нормама уређивао и све најважније области друштвеног живота. Такве су бројне измјене Устава Федерације БиХ и Устава Републике Српске наметнуте од стране високих представника, Кривични закон БиХ, закони о повраћају приватне имовине; Закон о држављанству БиХ (1997); Закон о забрани располагања државном имовином; Закон о телекомуникацијама БиХ (1998); потом Одлука  о дизајну и ковању кованица од 10, 20 и 50 фенинга конвертибилне марке (1998); Оквирни закон о приватизацији предузећа и банака у БиХ (1998), као и бројни други акти високих представника. 
Своју тоталитарност охаеризам остварује тако што извршење сваког од својих закона и других аката држи под својом строгом контролом, а неизвршење воље високих представника подлијеже кривичној одговорности, јер је охаеризам наметнуо да је кривично дјело, за које се може изрећи затворска казна од шест мјесеци до пет година, ако се не примијене, не проведу, не изврше или на било који други начин не поштују одлуке високог представника у БиХ.
Овакав систем владања над државом чланицом УН не постоји нигдје другдје у свијету, само у БиХ.